# المؤيد الآلوسي
أبو سعيد المؤيد بن عطاف بن محمد بن علي بن محمد الألوسي (494 هـ/1100 م - 24 رمضان 557 هـ/6 سبتمبر 1162 م) هو شاعر من العهد العباسي عاش في القرن السادس الهجري.

## سيرته
ولِدَ المؤيد بن عطاف بن محمد في بلدة آلوس المُطلَّة على نهر الفرات في العراق، غير أنَّ منشأه في مدينة دجيل، وانتقل مع بداية شبابه إلى بغداد وانضمَّ إلى جيش الخلافة العباسية، وفي عشرينيات القرن السادس الهجري انتقل إلى خدمة البيت السلجوقي فارتفع مقامه وحقَّق ثروة كبيرة. وحتى بعد مغادرته الجيش ظلَّ المؤيد يرتدي زيه العسكري، واشتهر شاعراً أوَّل الأمر في مديح مسؤولي الدولة العباسيَّة، غير أنَّه هجا في إحدى المرات الخليفة المقتفي فسُجِن لمدَّة عشر سنين، فقد خلالها بصره [وفقًا لِمَن؟]، ولمَّا خرج من السجن في 555 هـ غادر بغداد إلى الموصل، وتوفِّي هناك في سنة 557 هـ.

## شعره
أغلب شعر المؤيد الآلوسي هو في الغزل والمديح والهجاء.